# 久米村一磨
久米村 一磨（くめむら かずま、1988年7月24日 - ）は、日本のタレントである。

## 主な出演作品

### テレビ
- フェイク・ラブ(フジテレビ 2011年1月6日)

### DVD
- ミテルだけ for Lady（2009.11.25）

### PV
- LINDBERG 「行こう」